# Кантаус
Кантау́с (фр. Cantaous, окс. Eths Cantaus) — коммуна во Франции, находится в регионе Юг — Пиренеи. Департамент — Верхние Пиренеи. Входит в состав кантона Сен-Лоран-де-Нест. Округ коммуны — Баньер-де-Бигор.
Код INSEE коммуны — 65482.

## География

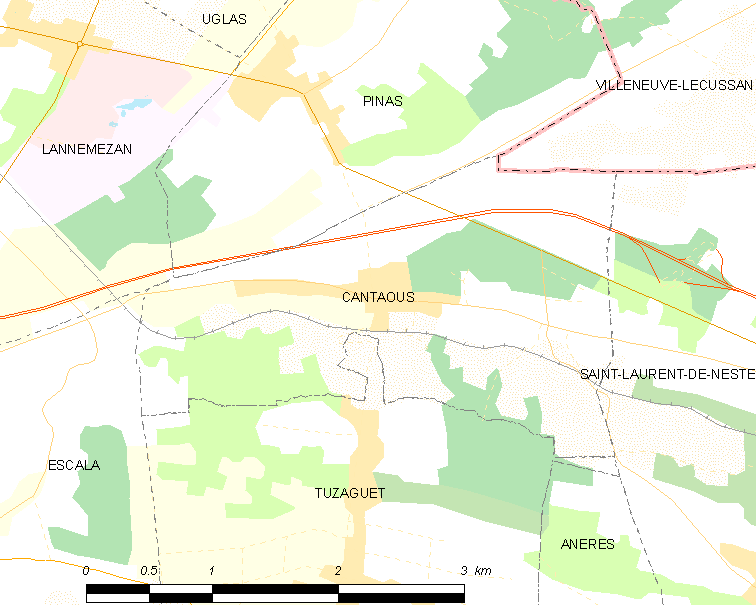
Карта коммуны

Коммуна расположена приблизительно в 660 км к югу от Парижа, в 100 км юго-западнее Тулузы, в 34 км к юго-востоку от Тарба.
На юге коммуны протекает река Нест.

## Климат
Климат умеренно-океанический с солнечной тёплой погодой и обильными осадками на протяжении практически всего года.

## Население
Население коммуны на 2010 год составляло 441 человек.
| 1962 | 1968 | 1975 | 1982 | 1990 | 1999 | 2010 |
| ---- | ---- | ---- | ---- | ---- | ---- | ---- |
| 347  | 368  | 382  | 444  | 472  | 438  | 441  |

## Администрация
| Период | Период | Фамилия         | Партия | Примечания |
| ------ | ------ | --------------- | ------ | ---------- |
| 2001   | 2020   | Жан-Пьер Афонсо |        |            |

## Экономика
В 2010 году среди 243 человек трудоспособного возраста (15-64 лет) 161 были экономически активными, 82 — неактивными (показатель активности — 66,3 %, в 1999 году было 70,9 %). Из 161 активных жителей работали 147 человек (63 мужчины и 84 женщины), безработных было 14 (10 мужчин и 4 женщины). Среди 82 неактивных 14 человек были учениками или студентами, 49 — пенсионерами, 19 были неактивными по другим причинам.